# Конституция Китайской Республики
Конституция Китайской Республики (кит. 中華民國憲法) — основной закон частично признанной Китайской Республики, который с 1949 года руководит «Свободной территорией Китайской Республики», которая де-факто включает в себя остров Тайвань и некоторые близлежащие небольшие острова, территории, которые не были потеряны Гоминьданом во время Гражданской войны в Китае против китайских коммунистов. Основной закон был принят Национальным Учредительным собранием 25 декабря 1946 года и вступил в силу 25 декабря 1947 года, в то время, когда Китайская Республика еще имела номинальный контроль над материковой частью Китая. Это сделало Китай (с населением около 450 миллионов человек на то время) самой большой «бумажной демократией» в мире. Последние правки к конституции были приняты в 2004 году.
Составлена Гоминьданом в рамках третьей стадии национального развития (представительной демократии), конституция создала централизованную республику с пятью ветвями власти. Хотя закон был предназначен для всего Китая, он так и не был эффективно реализован, так как на то время Гоминьдан уже полностью был втянут в гражданскую войну с Коммунистической партией Китая.
После отступления Гоминьдана в Тайвань в 1949 году дополнительно были приняты «Временные положения на время периода коммунистического восстания», которые дали правительству правящей партии неконституционные полномочия. Несмотря на Конституцию, Тайвань так и оставался авторитарным однопартийным государством. Демократизация началась в 1980-х годах. Военное положение было отменено в 1987 году, а в 1991 году были отменены временные положения и к Конституции были приняты дополнительные статьи, отразившие потерю правительством материковой части Китая, и Конституция, наконец, сформировала основы многопартийной демократии.
В 1990-х и в начале 2000-х, сторонники «независимости Тайваня» выступали за принятие новой тайваньской конституции. Однако, попытки лидеров Демократической прогрессивной партии создать новую Конституцию во время второго срока президента (от Демократической прогрессивной партии) Чэнь Шуйбяня потерпели неудачу, в главной степени потому что на то время оппозиционная партия Гоминьдан контролировала Законодательный Юань. Было решено реформировать Конституцию Китайской Республики, а не создавать новую. Поправки к Конституции были предложены 26 августа 2004 года и ратифицированы президентом 10 июня 2005 года, по согласию обеих партий.

## Структура конституции
Конституция Китайской Республики состоит из Преамбулы, 175 статей в 14 главах и 12 дополнительных статей.
Преамбула
Глава 1. Общие положения (ст. 1-6)
Глава 2. Права и обязанности граждан (ст. 7-24)
Глава 3. Национальное собрание (ст. 25-34)
Глава 4. Президент (ст. 35-52)
Глава 5. Исполнительный юань (ст. 53-61)
Глава 6. Законодательный юань (ст. 62-76)
Глава 7. Правосудие (ст. 77-82)
Глава 8. Экзаменационная система (ст. 83-89)
Глава 9. Контрольный юань (ст. 90-106)
Глава 10. Полномочия центрального и местных правительств (ст. 107-111)
Глава 11. Система местных органов власти (ст. 112-128)
• Раздел 1. Провинция (ст. 112-120)
• Раздел 2. Уезд (ст. 121-128)
Глава 12. Избирательная система (ст. 129-136)
Глава 13. Основы национальной политики (ст. 137-169)
• Раздел 1. Национальная оборона (ст. 137-140)
• Раздел 2. Внешняя политика (ст. 141)
• Раздел 3. Национальная экономик(ст. 142-151)
• Раздел 4. Социальная безопасность (ст. 152-157)
• Раздел 5. Образование и культура (ст. 158-167)
• Раздел 6. Приграничные районы (ст. 168-169)
Глава 14. Действие конституции и поправки (ст. 170-175)
Дополнительные статьи 
• Введение
• 12 дополнительных статей

### Преамбула
Национальное собрание Китайской Республики, на основании мандата доверия, полученного от всех граждан, и опираясь на основные принципы учения доктора Сунь Ятсена, использованные им при создании Китайской республики и завещанные потомкам, а также для укрепления государственной власти, обеспечения и охраны народовластия, создания основ социального мира и укрепления народного благосостояния, разработало и приняло эту Конституцию, которая вводится по всей стране и предполагает постоянное и неукоснительное ее соблюдение всеми гражданами республики.